# Carisoprodol
Carisoprodolul este un medicament derivat de carbamat, analog de meprobamat, fiind utilizat ca miorelaxant. Se metabolizează la meprobamat, de aceea poate prezenta efecte adverse sedative.  Calea de administrare disponibilă este cea orală.